# Estadio Parque Maracaná
El estadio Parque Maracaná es un estadio de fútbol, ubicado en Montevideo, propiedad del Club Sportivo Cerrito. El terreno es propiedad de la Intendencia Departamental de Montevideo, y el club auriverde usufructúa el mismo en concesión. Está ubicado en Boulevard Aparicio Saravia 1327, esquina Avenida Burgues, en el Cerrito de la Victoria y cuenta con una capacidad de 3364 espectadores sentados (8.000 de pie).

## Historia
El primer partido oficial disputado en este estadio se realizó el día sábado 20 de septiembre de 2008, entre el local y el Huracán Buceo y el resultado fue 3:0 favorable a Cerrito, en partido correspondiente a la Segunda División. El primer gol convertido en dicho escenario lo hizo Richard Requelme a los 14 minutos para el equipo de Cerrito.